# Mame (film)
Mame è un film del 1974 diretto da Gene Saks, tratto dall'omonimo musical di Jerry Herman.